# Velada (sociología)
El término velada, o sarao,se refiere a una concurrencia generalmente nocturna en un espacio privado o público con iluminación especial.

Generalmente, dicha concurrencia se suele dar en honor de algún patrón religioso y su número varía en función de la advocación de cada localidad.

## Historia
En sus inicios se trataba de la reunión privada de personas de distinción, para divertirse con baile o música.
En tiempos modernos se realiza en una plaza o paseo público, iluminado con motivo de algún festejo o festividad, a diferencia de lo que son las fiestas y ferias de cada localidad, más dirigidas al comercio de ganado en sus orígenes y de mayor relevancia.